# Saint-Lazare-de-Bellechasse
| Saint-Lazare-de-Bellechasse   |                        |
| Coordenadas: 46º39'N, 70º48'W |                        |
| Província                     | Quebec                 |
| Região administrativa         | Chaudière-Appalaches   |
| Incorporado em                | 1 de julho de 1855     |
| Prefeito                      | Martin J. Côté         |
| Código postal                 | 19050                  |
|                               |                        |
| Área                          |                        |
| - Cidade                      | 85,53 km², 34,21 mi²   |
| Fuso horário                  | UTC -5                 |
| População (2006)              |                        |
| - Cidade                      | 1.149                  |
| - Densidade                   | 13 hab/km², 34 hab/mi² |

Saint-Lazare-de-Bellechasse é uma municipalidade canadense do conselho  municipal regional de Bellechasse, Quebec, localizada na região administrativa de Chaudière-Appalaches. Em sua área de pouco mais de 85 km, habitam 1 149 pessoas.